# Бериг-Вентранж
Бериг-Вентранж (фр. Bérig-Vintrange) — коммуна на северо-востоке Франции, регион Гранд-Эст (бывший Эльзас — Шампань — Арденны — Лотарингия), департамент Мозель. Относится к кантону Гротенкен. 

## Географическое положение

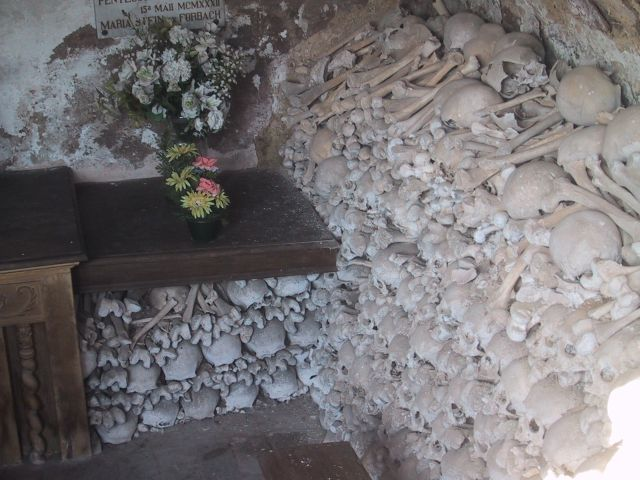
Оссуарий в Бериг-Вентранже.

Бериг-Вентранж расположен в 320 км к востоку от Парижа и в 45 км к востоку от Меца. 

## История
- В 1790-1794 годах деревня Бериг была объединена с Вентранжем.
- Ветранж существовал с 1118 года, был феодом кастеляна Дьеза. Позже к Ветранжу был присоединён Текур.
- В XVII веке Ветранж принадлежал сеньорам де Виньоль-дю-Сарт, потомкам баронов де Виньоль, сеньоров Мениль-ла-Тур.

## Демография
По переписи 2011 года в коммуне проживало 239 человек.

## Достопримечательности
- Остатки римской дороги.
- Церковь Сент-Ипполит-де-Вентранж (1742), пьета XV века, оссуарий.
- Древний оссуарий, исторический монумент.